# 湖光路
湖光路，安徽省合肥市蜀山经开区的东西向道路，东起半岛路，西至天龙路后被分割为三段，分别为爱民路至长宁大道段、孔雀台路至鸡鸣山路段、侯店路至将军岭路段。科学岛路以东称湖光东路，铁笛路以西称湖光西路。沿路有四季花海城市花园、中国工业设计城、刘园古徽州文化园、合肥市气象监测预警与科学研究中心等。